# 비스티걸스
"비스티걸스"는 신진우 감독의 2017년에 개봉한 대한민국의 영화이다.

## 캐스팅
- 고은아 : 서현 역
- 유소영 : 지연 역
- 김서지 : 수정 역
- 이정혁 : 수혁 역
- 신민철 : 강민 역
- 장태성 : 성규 역
- 고유림 : 새끼마담 역
- 하태성 : 우석 역
- 한경훈 : 조판부장 역
- 이승훈 : 조회장 역
- 김윤홍 : 한사장 역
- 정자영 : 제작사대표 역
- 조성희 : 감독 역
- 한시연 : 가을 역
- 안소희 : 준우 역
- 정신희 : 설희 역
- 유유 : 통역비서 역
- 박정선 : 본부장 역
- 성근우 : 웨이터 역
- 박영 : 부동산 오부장 역
- 안유미 : 신인연기자 역
- 차다영 : 여자연기자 역
- 고은수 : 모델1 역
- 김가한 : 모델2 역
- 오탕 : 건달1 역
- 이상운 : 건달2 역
- 딜도라 : 외국인아가씨 역
- 소신섭 : 수정매니져 역
- 김성우 : 매니져 역
- 조성훈 : 콜때기 역
- 이지윤 : 중년 아줌마 역
- 이민지 : 간호사 역
- 김명성 : 호스트바 남자 역
- 박철우 : 호스트바 남자 역
- 이경민 : 미용실스텝 역
- 주은솔 : 미용실스텝 역
- 하다연 : 미용실스텝 역
- 공진주 : 미용실스텝 역
- 권민철 : 소나기남자 역
- 류성현 : 매니지먼트대표 역 (특별출연)
- 손호균 : 왕회장 역 (특별출연)
- 최정아 : 아나운서 역 (특별출연)